# Секреты Лос-Анджелеса (фильм)
«Секреты Лос-Анджелеса» (англ. L. A. Confidential) — американский кинофильм в стиле неонуар по одноимённому бестселлеру Джеймса Эллроя.
Создатели картины сознательно следовали нуаровой эстетике, пытаясь воссоздать облик голливудских лент того времени.
В 2015 году Библиотека Конгресса включила его в Национальный реестр фильмов США.

## Сюжет
Лос-Анджелес, 1950-е. Под руководством начальника полиции капитана Дадли Смита служат три детектива с совершенно разными характерами и историями:
- Бад Уайт — человек с взрывным характером и тяжёлыми кулаками, но в душе он верен идеалам справедливости.
- Эд Эксли — «паинька-мальчик», строго следующий уставу и готовый при необходимости «заложить» своих коллег. Кажется, его ожидает блестящая карьера.
- Джек Винсенс — позёр, который консультирует полицейский сериал и которому подбрасывает «жареные» факты из жизни голливудских знаменитостей издатель таблоида «Секреты Лос-Анджелеса» Сид Хадженс, для проведения показательных арестов богемы за мелкие нарушения закона.

Сюжет фильма вращается вокруг массового убийства в кафе. Одной из жертв является только что уволенный из полиции сержант Стенсланд. Преступников находят, и они гибнут в перестрелке с полицией. Есть улики, прямо доказывающие их виновность. Дело закрывается. Но у каждого из трёх детективов появляются сомнения в причастности убитых к совершённому преступлению.
Трём детективам, служащим в разных отделах полиции, Баду Уайту, Эду Эксли и Джеку Винсенсу, каждому своим, не зависимым от других путём, удаётся выйти на сеть «девушек по вызову», которые используются для последующего шантажа крупных бизнесменов и чиновников.
У Бада Уайта завязываются искренние отношения с одной из этих женщин — обворожительной Линн Брэйкен (Ким Бейсингер).
Нить расследования ведёт к капитану полиции Дадли Смиту. Чтобы скрыть свою причастность, он убивает одного за другим свидетелей и начинает охоту на детективов. Смит убивает сержанта Джека Винсенса у себя дома, когда тот приходит к нему с вопросами, остальных он пытается убить, заманив в ловушку, но после кровавой перестрелки погибает сам от пули Эда Эксли. Перед этим Бад Уайт тяжело ранен Смитом.
Эксли даёт показания полиции. Ему удалось выяснить, что капитан Дадли Смит причастен к большому количеству преступлений и пытается получить контроль над организованной преступностью в городе. Однако полицейское руководство понимает, что если эта информация станет общедоступной, то пострадает имидж полиции. Принимается решение представить публике двух героев полиции — капитана Дадли Смита как героя, погибшего в борьбе с мафией, и лейтенанта Эда Эксли как героя, получившего ранения, но выжившего в перестрелке.
После торжественной церемонии награждения Эд Эксли и Бад Уайт прощаются. Бад уезжает вместе с Линн к ней на родину начинать совместно новую жизнь. А Эда ждёт дальнейшая карьера в полиции.

## В ролях
- Гай Пирс — детектив-лейтенант Эдмунд «Эд» Эксли
- Рассел Кроу — детектив Венделл «Бад» Уайт
- Кевин Спейси — детектив-сержант Джек Винсеннс
- Джеймс Кромвелл — капитан Дадли Смит
- Ким Бейсингер — Линн Маргарет Брэйкен
- Грэм Бекель — сержант Ричард Алекс «Дик» Стенсланд
- Дэвид Стрэтэйрн — Пирс Морхаус Пэтчетт
- Рон Рифкин — окружной прокурор Эллис Лоу
- Саймон Бейкер — Мэтт Рейнолдс
- Дэнни Де Вито — Сид Хадженс
- Мэтт МакКой — Бретт Чейз, звезда «Жетона чести»
- Пол Гилфойл — Мейер Харрис «Микки» Коэн
- Паоло Сеганти — Джонни Стомпанато
- Томас Арана — детектив-сержант Майкл Брунинг
- Бренда Бакки — Лана Тёрнер
- Даррелл Сэндин — Лиланд «Базз» Микс
- Симба Смит — Карен, партнёр Винсеннса на танцах
- Боб Кленденин[англ.] — репортёр из Hollywood Station
- Ленни Лофтин — фотограф из Hollywood Station
- Уилл Царн — владелец винного магазина

Для австралийцев Пирса, Кроу и Бейкера фильм «Секреты Лос-Анджелеса» стал дебютом в большом голливудском кино.

## Награды и номинации
| Премия                         | Категория                            | Имя                                                                                 | Результат |
| ------------------------------ | ------------------------------------ | ----------------------------------------------------------------------------------- | --------- |
| Оскар                          | Лучший фильм                         | Арнон Милчэн, Кёртис Хэнсон, Майкл Дж. Натансон                                     | Номинация |
| Оскар                          | Лучшая режиссура                     | Кёртис Хэнсон                                                                       | Номинация |
| Оскар                          | Лучшая женская роль второго плана    | Ким Бейсингер                                                                       | Победа    |
| Оскар                          | Лучший адаптированный сценарий       | Брайан Хелгеленд, Кёртис Хэнсон                                                     | Победа    |
| Оскар                          | Лучшая операторская работа           | Данте Спинотти                                                                      | Номинация |
| Оскар                          | Лучшая работа художника-постановщика | Джаннин Оппуолл, Джей Хёрт                                                          | Номинация |
| Оскар                          | Лучший монтаж                        | Питер Хонесс                                                                        | Номинация |
| Оскар                          | Лучшая музыка к фильму               | Джерри Голдсмит                                                                     | Номинация |
| Оскар                          | Лучший звук                          | Энди Нельсон, Анна Бельмер, Кирк Фрэнсис                                            | Номинация |
| BAFTA                          | Лучший фильм                         | Арнон Милчэн, Кёртис Хэнсон, Майкл Дж. Натансон                                     | Номинация |
| BAFTA                          | Лучшая режиссура                     | Кёртис Хэнсон                                                                       | Номинация |
| BAFTA                          | Лучшая мужская роль                  | Кевин Спейси                                                                        | Номинация |
| BAFTA                          | Лучшая женская роль                  | Ким Бейсингер                                                                       | Номинация |
| BAFTA                          | Лучший адаптированный сценарий       | Брайан Хелгеленд, Кёртис Хэнсон                                                     | Номинация |
| BAFTA                          | Лучшая операторская работа           | Данте Спинотти                                                                      | Номинация |
| BAFTA                          | Лучшая работа художника-постановщика | Джаннин Оппуолл                                                                     | Номинация |
| BAFTA                          | Лучший дизайн костюмов               | Рут Майерс                                                                          | Номинация |
| BAFTA                          | Лучший монтаж                        | Питер Хонесс                                                                        | Победа    |
| BAFTA                          | Лучший грим                          | Джон М. Эллиотт, Скотт Х. Эддо, Дженис Кларк                                        | Номинация |
| BAFTA                          | Лучшая музыка к фильму               | Джерри Голдсмит                                                                     | Номинация |
| BAFTA                          | Лучший звук                          | Терри Родман, Роланд Н. Тай, Кирк Фрэнсис, Энди Нельсон, Анна Бельмер, Джон Левекью | Победа    |
| Золотой глобус                 | Лучший фильм — драма                 |                                                                                     | Номинация |
| Золотой глобус                 | Лучшая режиссура                     | Кёртис Хэнсон                                                                       | Номинация |
| Золотой глобус                 | Лучшая женская роль второго плана    | Ким Бейсингер                                                                       | Победа    |
| Золотой глобус                 | Лучший сценарий                      | Брайан Хелгеленд, Кёртис Хэнсон                                                     | Номинация |
| Золотой глобус                 | Лучшая музыка к фильму               | Джерри Голдсмит                                                                     | Номинация |
| Премия Гильдии киноактёров США | Лучший актёрский состав              |                                                                                     | Номинация |
| Премия Гильдии киноактёров США | Лучшая женская роль второго плана    | Ким Бейсингер                                                                       | Победа    |